# St. Wolfgang (Oberhausen)

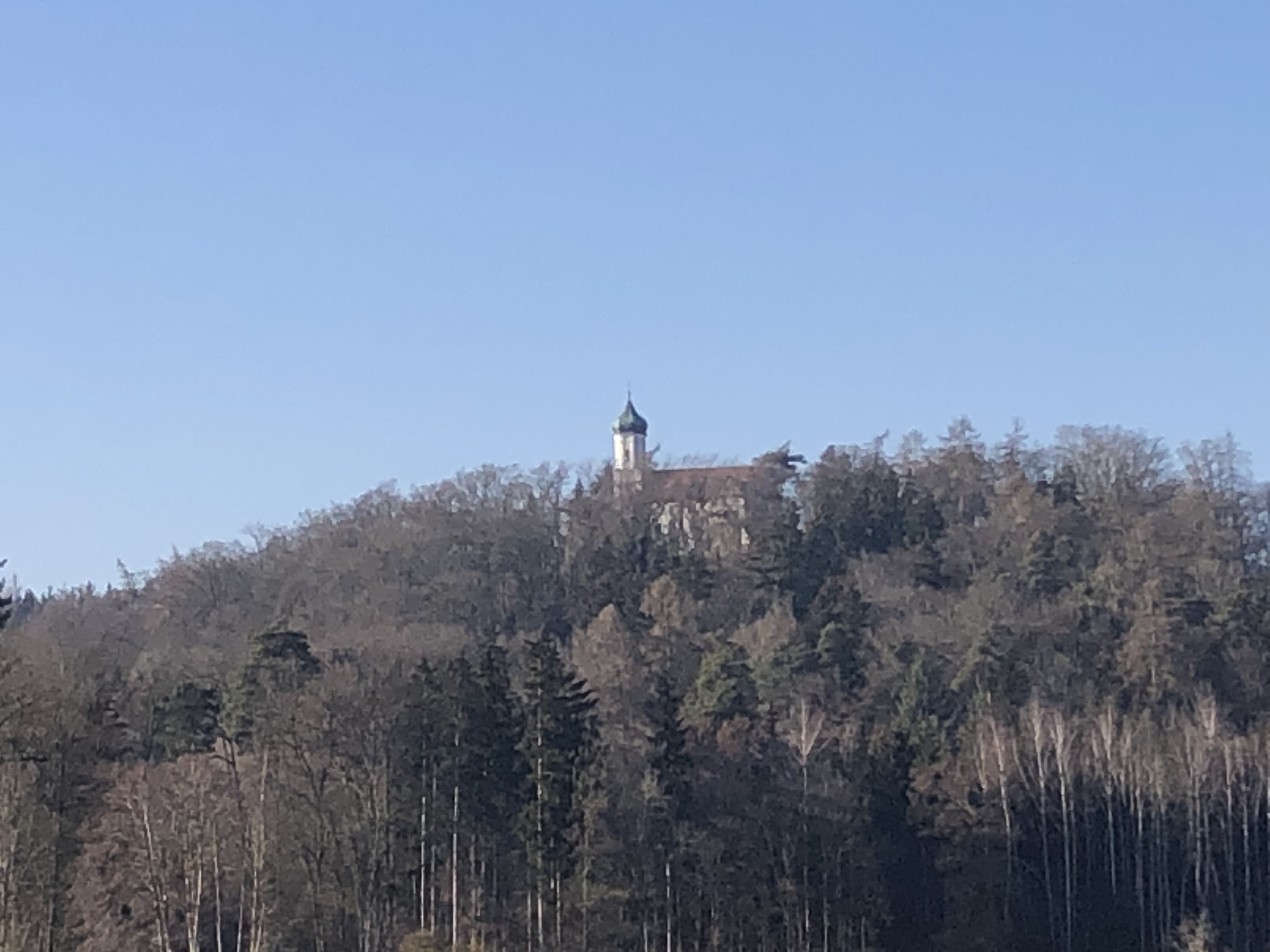
St. Wolfgang in Oberhausen

Die römisch-katholische Wolfgangskirche steht in Sankt Wolfgang, einem Gemeindeteil von Oberhausen im oberbayerischen Landkreis Neuburg-Schrobenhausen. Sie ist in der Liste der Baudenkmäler in Oberhausen (bei Neuburg/Donau) als Baudenkmal unter der Nr. D-1-85-150-8 eingetragen. Die Filialkirche gehört zum Dekanat Neuburg-Schrobenhausen im Bistum Augsburg.

## Beschreibung
Die barocke Saalkirche wurde 1657/58 anstelle einer um 1430 errichteten Kapelle erbaut. Sie besteht aus dem Langhaus, dem dreiseitig geschlossenen, durch querrechteckige Anbauten im Norden, Osten und Süden zentralraumartig erweiterten Chor im Nordosten und dem in die Fassade im Südwesten eingestellten Kirchturm auf quadratischem Grundriss. Sein achteckiges Obergeschoss ist mit einer Zwiebelhaube bedeckt.
Der Innenraum des Langhauses ist mit einem Kreuzgratgewölbe überspannt, der des Chors mit einer Halbkuppel. Die Kanzel wurde um 1660, der Hochaltar um 1825 aufgestellt.
Die ehemalige Wallfahrtskirche gehört zum Eigentum der Familie von Weveld und ist auch deren Begräbnisstätte. Zahlreiche Epitaphien im Inneren erinnern an die Herren der ehemaligen Hofmark Sinning.